# 細井勝久
細井 勝久（ほそい かつひさ）は、戦国時代の武将。徳川家康の家臣。

## 生涯
細井氏は三河国幡豆郡細井に由来する一族で、松平清康の代には松平氏に臣従していた。
兄勝宗とともに徳川家康の小姓として仕え、永禄6年（1563年）三河一向一揆鎮圧では上和田砦の戦いで一番槍の武功があった。元亀3年（1572年）三方ヶ原の戦いでは勝宗とともに殿軍を務め、その戦いで戦死した勝宗を討った将兵を討ち、その首級を奪還している。以後は兄の遺領を継ぎ、天正3年（1575年）長篠の戦いで敵3人を討つ武功を立てたほか、鳥居元忠に従った際に一番槍の武功があった。天正5年（1577年）からは松平信康付きとなるが、信康が横死したために一時牢人。天正8年（1580年）家康に嘆願して400俵で再仕官し、のち250石を加増された。天正12年（1584年）小牧・長久手の戦いで武将2人を討ちとったほか、織田信雄への使者を務めた。
慶長5年（1600年）関ヶ原の戦いでは徳川秀忠軍に従い、上田城の戦いでは槍大将を務めた。戦後は駿河国内で1650石に加増。慶長15年（1610年）北関東の盗賊鎮定に従事。大坂の陣では両年ともに従軍した。元和6年（1620年）死去。